# 장강명
장강명(張康明, 1975년 12월 7일~)은 대한민국의 언론인, 저술가, 평론가, 작가이다.

## 생애
1975년 무역업을 하는 아버지와 잡지 기자이자 문학가인 어머니 밑에서 태어났다. 연세대학교 재학 중이던 1994년 PC 통신 하이텔에 SF 소설을 연재하고, 군 복무 중에는 장편소설을 투고하는 등 일찍부터 문학에 관심을 보였다. 2002년부터 2013년까지 동아일보 기자로 일하였으나 전업 소설가가 되겠다는 일념을 갖고 퇴사하였다. 《표백》으로 한겨레문학상을 수상하며 작품 활동을 시작해 《열광금지, 에바로드》로 수림문학상을, 《2세대 댓글부대》로 제주4·3평화문학상을, 《그믐, 또는 당신이 세계를 기억하는 방식》으로 문학동네작가상을 받았다.

## 저서
소설
- 《클론 프로젝트》 (동아일보사) 1996년 10월 ISBN 978-89709011-9-0
- 《표백》 (한겨레출판) 2011년 7월 ISBN 978-89843148-1-8
- 《뤼미에르 피플》 (한겨레출판사) 2012년 12월 ISBN 978-89843164-6-1
- 《한밤의 산행》 (한겨레출판사) 2014년 4월 ISBN 978-89843179-9-4
- 《열광금지, 에바로드》 (연합뉴스) 2014년 10월 ISBN 978-89743311-4-6
- 《호모도미난스》 (은행나무) 2014년 10월 ISBN 978-89566078-9-4
- 《한국이 싫어서》 (민음사) 2015년 5월 ISBN 978-89374730-7-4
- 《그믐, 또는 당신이 세계를 기억하는 방식》 (문학동네) 2015년 8월 ISBN 978-89546372-3-7
- 《댓글부대》 (은행나무) 2015년 11월 ISBN 978-89566094-5-4
- 《우리의 소원은 전쟁》 (예담) 2016년 11월 ISBN 978-89591307-7-1
- 《알바생 자르기(Fired)》 (아시아) 2017년 5월 ISBN 979-11566217-4-4
- 《아스타틴》 (판다플립) 2017년 12월 ISBN 979-11875404-7-2
- 《열광금지, 에바로드》 (스튜디오봄봄) 2017년 12월 ISBN 979-11875404-8-9
- 《노라》 (쪽프레스) 2018년 10월 ISBN 979-11895190-0-1
- 《산 자들》 (민음사) 2019년 6월 ISBN 978-89374419-1-2
- 《지극히 사적인 초능력》 (아작) 2019년 7월 ISBN 979-11890156-5-7

에세이
- 《5년 만에 신혼여행》 (한겨레출판사) 2016년 8월 ISBN 979-11604000-1-4

논픽션
- 《당선, 합격, 계급》 (민음사) 2018년 5월 ISBN 978-89374368-8-8
- 《팔과 다리의 가격》 (아시아) 2018년 7월 ISBN 979-11566235-3-3
- 《책, 이게 뭐라고》 (아르떼) 2020년 9월 ISBN 978-89509916-7-8

공저
- 《한밤의 산행》 2014년 4월, 한겨레출판사 ISBN 978-89-8431-799-4
- 《2016 제7회 젊은작가상 수상작품집》 2016년 4월, 문학동네 ISBN 978-89-5464-019-0
- 《다행히 졸업》 2016년 10월, 창비 ISBN 978-89-3643-743-5
- 《아직 우리에겐 시간이 있으니까》 2017년 8월, 한겨레출판사 ISBN 979-11-6040-091-5
- 《근방에 히어로가 너무 많사오니》 2018년 9월, 민음인 ISBN 979-11-5888-431-4
- 《그들의 첫 번째와 두 번째 고양이》 2019년 1월, 문학사상 ISBN 978-89-7012-998-3
- 《땀 흘리는 소설》 2019년 3월, 창비교육 ISBN 979-11-8922-836-1
- 《아직 집에는 가지 않을래요》 2019년 12월, 현대문학 ISBN 978-89-7275-143-4
- 《나는 어떻게 글을 쓰는가》 2020년 5월, 아시아 ISBN 979-11-5662-455-4

## 상훈
- 제158회 이달의 기자상[5]
- 제22회 관훈언론상[6]
- 대특종상[7]
- 중앙선거관리위원회 감사장[8]
- 씨티대한민국언론인상 대상
- 제16회 한겨레문학상[9]
- 제2회 수림문학상[10]
- 제3회 제주4·3평화문학상[11]
- 제20회 문학동네작가상
- 제7회 젊은작가상
- 제40회 오늘의작가상

## 경력
- 2002년에 동아일보 수습기자를 입사하였으며, 사회부, 정치부, 산업부 기자를 거쳐 2013년 퇴사하였다.